# Kaszab Anna
Kaszab Anna (Jászárokszállás, 1898. április 16. – Jászárokszállás, 1975. március 5.) magyar színésznő.

## Életútja
Kaszab Alajos kisbirtokos és Buday Regina leánya. Előbb Rákosi Szidi színiiskolájában képezte magát, később a Színművészeti Akadémia hallgatója volt, ahol 1919-ben vizsgázott. Debrecenben lépett először színpadra, ezután férjhez ment Pogány (Pollák) Béla magántisztviselőhöz és három évre visszavonult. Később játszott Szegeden, Nagyváradon, Kolozsvárott, Pozsonyban, Kassán, Győrben és a budapesti Belvárosi Színházban. 1923 és 1926 között a budapesti Magyar Színház tagja volt, majd 1927-ben Szegedre került. 1951-től a szolnoki Szigligeti Színház tagja volt 1965-ig. Drámai hősnőket és primadonnákat is megformált.

## Fontosabb szerepei
- Éva (Madách Imre: Az ember tragédiája)
- Melinda (Katona József: Bánk bán)
- Nóra (Henrik Ibsen: Nóra)
- Cs. Bruckner Adelaida (Örkény István: Macskajáték)
- Gauthier Margit (Alexandre Dumas: A kaméliás hölgy)
- Mima (Molnár Ferenc: Vörös malom)